# Gryllacropsis
Gryllacropsis is een geslacht van rechtvleugeligen uit de familie Anostostomatidae. De wetenschappelijke naam van dit geslacht is voor het eerst geldig gepubliceerd in 1888 door Brunner von Wattenwyl.

## Soorten
Het geslacht Gryllacropsis  is monotypisch en omvat slechts de volgende soort:
- Gryllacropsis magniceps (Walker, 1870)